# Casais de Revelhos

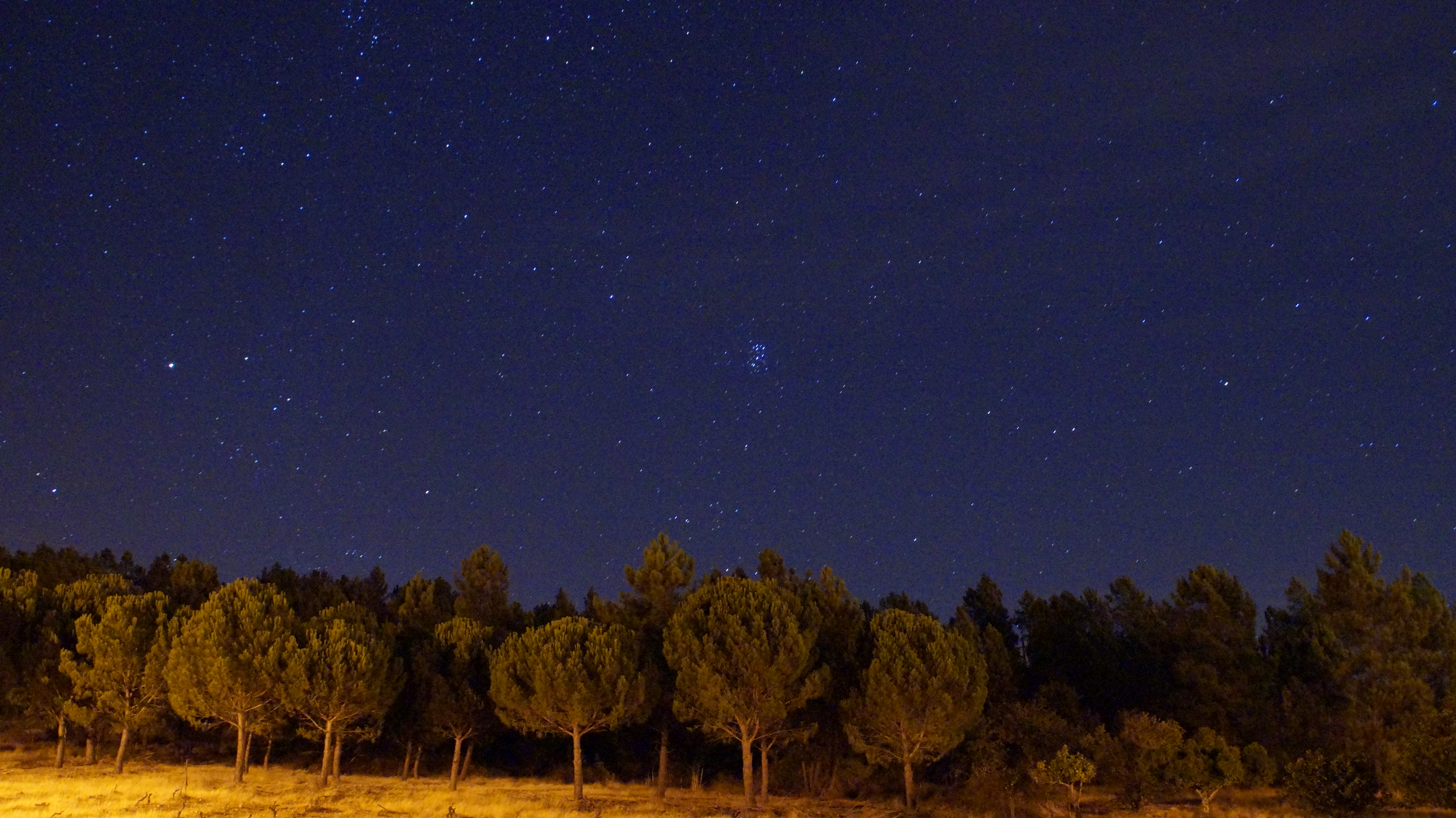
Casais de Revelhos (Foro): Céu noturno

Casais de Revelhos é uma aldeia portuguesa situada na freguesia de Abrantes (São Vicente e São João) e Alferrarede, no Município de Abrantes, com cerca de 700 habitantes (2001).
A aldeia localiza-se próximo do centro do município - a cerca de quatro quilómetros da cidade sede deste, Abrantes - e tem como vizinhos o Município de Sardoal a nordeste, a freguesia de Mouriscas a leste e a antiga freguesia de São Vicente a oeste.

## História
Existe uma lenda segundo a qual há muito tempo, possivelmente no século XVII, um homem sem terra, e sob castigo dos senhores da região, foi habitar no lugar onde é hoje a aldeia. O seu nome era Revelo. Instalou-se num lugar hoje chamado de Lameirita. Passado algum tempo, a sua família juntou-se-lhe, tendo surgido o nome de Casais do Revelo, o qual veio a transformar-se em Casais de Revelhos. Ainda hoje existem ruínas da casa do dito Revelo na parte sul da localidade.
No entanto, já em 1594 surge a seguinte referência ao nome da localidade no livro do Tombo da Misericórdia: "[…] tem o Hospital doze oliveiras nos Casais de Revelho no Val dos Besteiros[…]" (Tombo da Misericórdia, códice n.º4, f. 44).
O adjectivo Revelho, segundo Morais (Dic.,1891,p. 724), significa "muito velho".

## Vida associativa e comunitária
Em Casais de Revelhos existem duas associações ativas e relevantes na vida da comunidade:
- Rancho Folclórico e Etnográfico de Casais de Revelhos
- Sociedade Recreativa Pro-Casais de Revelhos

## Ligações Externas
- Blogue da Sociedade Recreativa Pro-Casais de Revelhos: http://memoriasdecasaisderevelhos.blogspot.com
- http://casais-de-revelhos.planetaclix.pt